# サンポート
サンポート（さんぽーと）は、香川県高松市中心部の町名。郵便番号は760-0019。全域が住居表示に関する法律に基づく住居表示実施地区である。

## 地理
高松市役所より1.2km、高松市中心部の都心北端に位置し、北・東は瀬戸内海に面し、南は市道高松駅北線、西は市道浜ノ町錦町線によって区切られている。全域が高松港頭地区再開発事業「サンポート高松」の開発区域内にあり、埋め立てと区画整理により従前の街並みは一新された。
この周辺は高松市の中心市街地が直接海に面する部分で高松港の中心であり、本州や瀬戸内海各島への航路が集中し、またそこへ接続していた四国の鉄道の起点である高松駅の眼前にあたることから、都市としての高松の起点であり、玄関口でもある。地内には四国最高層の高松シンボルタワーや、四国地方を統括する国の機関がほとんど入居する高松サンポート合同庁舎が立地しており、都市機能の中核が集積している。
町域の大部分は埋立地であり、多くの船舶が出入りする港内だった。サンポート高松再開発以前に陸地だった部分は、町域の南端にあたる現市道高松駅北線沿いで、ここは現旅客ターミナルビルから合同庁舎にかけて連絡船の桟橋、第一～第三バースが位置した。他にも西側にあたる現合同庁舎から県立アリーナ敷地にかけては、高松駅の貨車操車場（1997年以降は新設の高松貨物ターミナル駅へ引継）があり、一帯は鉄道用地だった。
2015年国勢調査による人口は0人、面積は19万0977.856m2。業務地区という特性上、夜間人口（定住人口）は皆無である。公立小学校・中学校の校区は全域が高松市立新番丁小学校・高松市立紫雲中学校に属している。
町内における都市計画法に基づく用途地域は、市道浜ノ町錦町線及び市道港頭東1号線に囲まれた区域（開発名称A1～A4街区）が容積率800%、市道港頭東1号線及び臨港道路玉藻1号線に囲まれた区域（開発名称B1～B2街区）が容積率400%のいずれも商業地域で、それ以外の海沿いが容積率200%の準工業地域である。この800%の容積率指定は市内ではここが唯一である他、四国内でも最も高い指定値である。
町内にある高松港旅客ターミナルビル（高松市サンポート1番1号）は、高松市内における住居番号の基点になっており、市内の住居表示制度実施地区における街区は全てがこのビルに最も近い街区の端を1号とし、そこから時計回りに住居番号を起番している。高松市の住居表示は高松駅の埠頭を基点として1964年（昭和39年）に整備が始まったが、1997年（平成9年）12月に旧高松駅（三代目）はサンポート高松再開発のため使用を終了し解体された。その後高松駅の旧埠頭の部分にこのビルが建てられたため、基点の位置が残った形となった

### 港湾
- 高松港

## 歴史
住居表示の実施に伴い、2003年（平成15年）4月1日、浜ノ町の一部を分割し新設された。名称は2001年10月に市が公募し、既に「サンポート高松」の名称が定着していることなどを理由に選んだ。これまで高松市内の町名として、一部にカタカナを使用した例（東ハゼ町・西ハゼ町）はあったが、すべてがカタカナから成る町名は初である。

### 町名の変遷
| 実施後     | 実施年月日               | 実施前       |
| ---------- | ------------------------ | ------------ |
| サンポート | 2003年（平成15年）4月1日 | 浜ノ町の一部 |

## 主要施設
掲載順は住居表示による街区符号・住居番号順
- 高松港旅客ターミナルビル
- 高松シンボルタワー
- 高松サンポート合同庁舎
- 多目的広場
- 香川県立アリーナ
- 第一浮桟橋（小豆島・土庄行き、直島・宮浦行き高速艇、大島行き官用船、女木島・男木島行きフェリー）
- 第二浮桟橋（豊島・家浦行き高速艇、直島・本村行き高速艇)
- 五千トン級岸壁（小豆島、直島行きフェリー乗り場）
- 三千トン級岸壁（小豆島、直島行きフェリー乗り場）
- 高松コリドー
- ハーバープロムナード
- サンポートガーデンプロムナード
- 五万トン級岸壁(クルーズ船・海上自衛隊護衛艦・海上保安庁船専用)
- 噴水広場
- 高松港レストハウス（ミケイラ）
- せとシーパレット
- 高松港玉藻防波堤灯台（赤灯台、せとしるべ）